# Tom Walter
Tom Walter (* 27. März 1907 in Danderyd; † 24. November 1953) war ein schwedischer Filmschauspieler. Von 1923 bis zu seinem Tod 1953 spielte er in zahlreichen schwedischen Spielfilmen.

## Biografie
Walter studierte von 1926 bis 1928 an der Dramatens elevskola in Stockholm. Seit 1935 war er verheiratet mit der schwedischen Schauspielerin Maud Björck.

## Filmografie (Auswahl)
- 1923: Mälarpirater
- 1924: Där fyren blinkar
- 1924: Gösta Berlings saga
- 1925: Damen med kameliorna
- 1926: Hon, den enda
- 1927: Hin och smålänningen
- 1928: Parisiskor
- 1928: Synd
- 1930: Fridas visor
- 1931: En natt
- 1931: Hans Majestät får vänta
- 1932: Landskamp
- 1932: Vi som går köksvägen
- 1934: Atlantäventyret
- 1935: Munkbrogreven
- 1937: Konflikt
- 1937: Ryska snuvan
- 1938: Pengar från skyn
- 1940: Hjältar i gult och blått
- 1940: Västkustens hjältar
- 1941: En kvinna ombord
- 1943: Aktören
- 1945: Brott och Straff
- 1945: I som här inträden
- 1945: Svarta rosor
- 1947: Folket i Simlångsdalen
- 1947: Tösen från Stormyrtorpet
- 1949: Gatan
- 1950: Anderssonskans Kalle
- 1950: Rågens rike
- 1950: Två trappor över gården
- 1951: Spöke på semester
- 1953: Vägen till Klockrike
- 1954: Förtrollad vandring